# TAI Hürkuş
El TAI Hürkuş, es un aeroplano monoplano monomotor de ala baja, diseñado por Turkish Aerospace Industries (TAI), para misiones de entrenamiento básico de pilotos, así como para misiones de Contra Insurgencia (COIN).

## Desarrollo del Proyecto
El TAI Hürkuş, fue designado para ejecutar misiones todo tiempo (día o noche), siendo construido bajo los estándares EASA CS 23, siendo aprobado para su diseño en 2006 por la Secretaria para las Industrias de Defensa de Turquía (SSM) para el diseño conceptual del Hürkuş en un plazo de 8 meses, y después de 59 meses, el diseño revisado fue aprobado en abril de 2010 por el SSM, basándose para el diseño en el aeroplano de entrenamiento de origen coreano KAI KT-1, y, aunque el modelo prototipo se diseñó para ser equipado por el turbomotor de 1,100 HP Pratt & Whitney Canadá, el modelo definitivo de motor para la producción de serie, no ha sido designado todavía.
Derivado de su diseño, se espera que el Hürkuş, sea exportado como entrenador civil y militar, aunque el Roll-out del prototipo fue demorándose de abril de 2010 para mediados de 2011 inicialmente, el prototipo tuvo su Roll-out el 27 de junio de 2012.
Una vez desarrollado su diseño, la maqueta a tamaño natural fue presentada en el 47° Show Internacional de Paris, Francia, en junio del 2007; el avión fue nombrado en honor del piloto turco Veichi Hürkuş, y su significado es Fénix o Ave de Fuego (firebird).
Debe tomarse en cuenta la experiencia previa de TAI con el modelo KAI K-1, del cual construyeron 40 ejemplares bajo licencia de Korea Aerospace Industries.

## Capacidades
El TAI Hürkuş, tiene capacidad para dos tripulantes con asientos dispuestos en tándem, que cuentan con capacidad eyectora en caso de emergencia, modelo Martin-Baker Mk 11-00, cubierta de la carlinga de alta visibilidad (360°), proveyendo alta capacidad de visión frontal de 11° para el piloto y 5° para el copiloto, pudiendo incorporar una pantalla primaria de datos en el parabrisas (Primary Flight Display -PFD-), e incluyendo un sistema de posicionamiento global (GPS) y un transponder de banda S, así como un sistema de referencia de altitud y un sistema de localización de emergencia, con una aviónica que permite presentar al piloto los datos referentes al vuelo y a la misión en un formato comprensible en pantalla.
Las capacidades del avión le permiten una índice ascensional de 3,000 pies por minuto y una velocidad de crucero de 463 millas por hora (745 kilómetros por hora), con un tiempo de vuelo de 4 horas 15 minutos y unos límites G de +7/-3.5.

## Características de diseño
- Superior rendimiento aerodinámico, diseño TAI de ala aerodinámica
- 1.600 shp PT6A-68T motor Pratt & Whitney Canada turbohélice
- Hélice de aluminio de cinco palas Hartzell HC-B5MA-3
- Asientos eyectables Martin-Baker MK T-16 N 0/0
- Vuelo invertido
- Buena visibilidad desde ambas cabinas, 50 abajo ángulo de visión desde la cabina trasera
- Alojamiento confortable de la amplia gama de tamaños de piloto
- cabina presurizada (nominal 4,16 psid)
- On-Board Oxygen Generating System (OBOGS)
- Sistema anti-g
- Sistema de control ambiental (Vapor Cycle Cooling, refrigeración cíclica de vapor)
- Fortalecimiento de la copa de la resistencia contra el peligro aviario
- Alta absorción de choque en trenes de aterrizaje para misiones de entrenamiento
- HOTAS (Hands On Throttle and Stick, «manos en la palanca de gases y en la palanca de mando»)

## Componentes del Hürkuş-C
Canadá -  Estados Unidos -  Reino Unido -  Turquía

### Electrónica

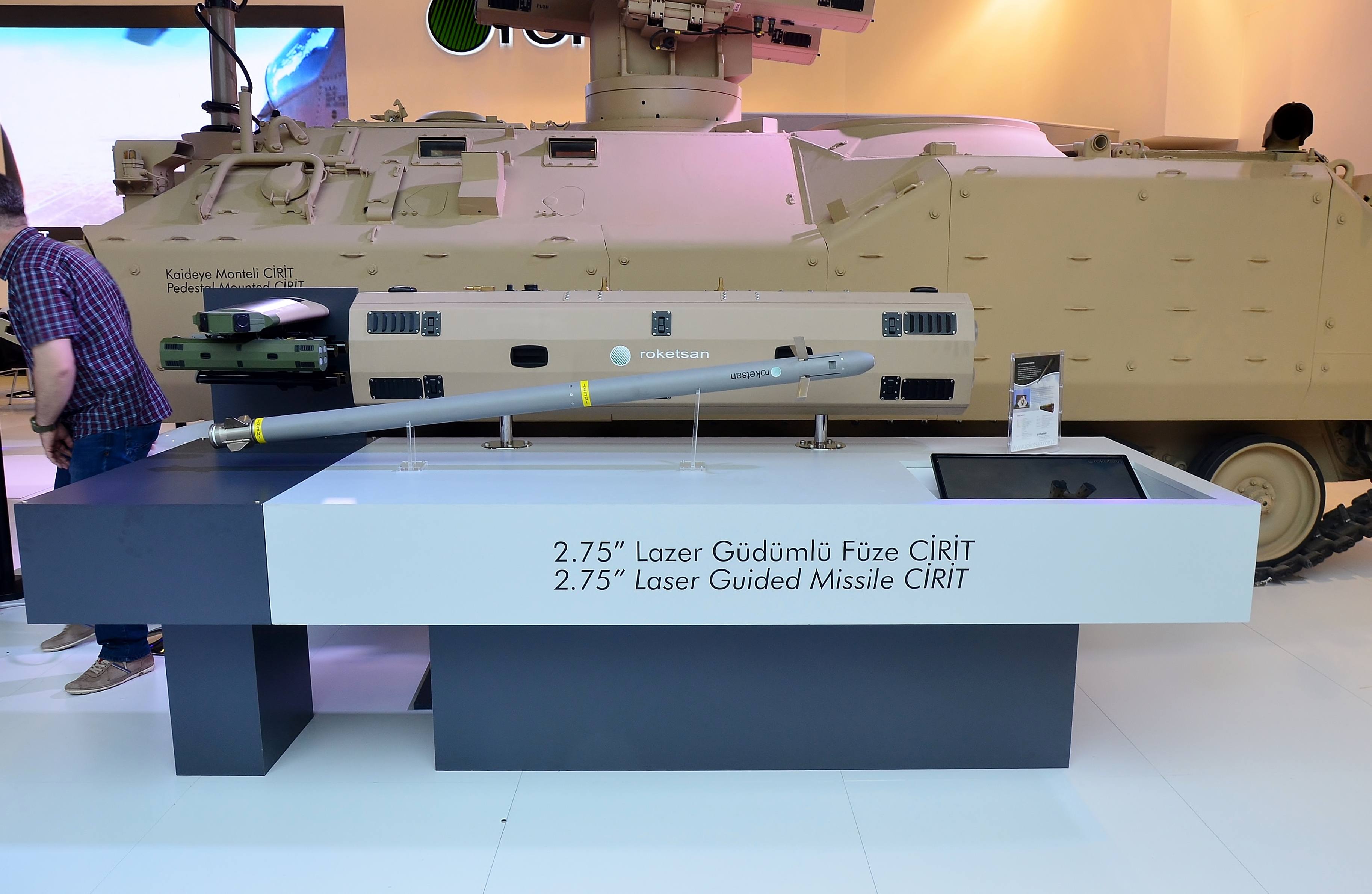
Cirit

| Sistema           | País                    | Fabricante   | Notas                         |
| ----------------- | ----------------------- | ------------ | ----------------------------- |
| Sistema de escape | Bandera del Reino Unido | Martin-Baker | Asiento eyectable modelo T16N |

### Armamento

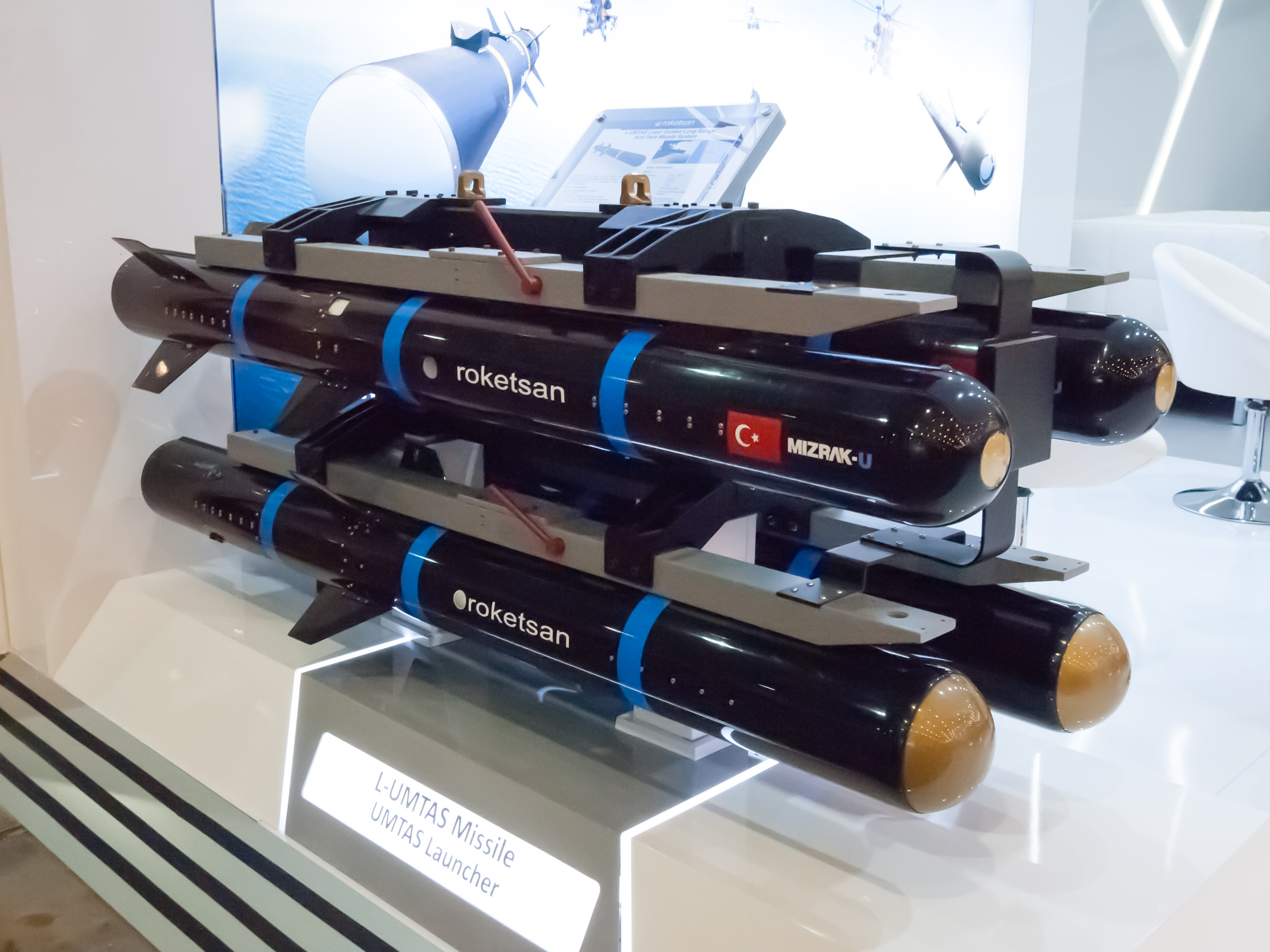
L-UMTAS (arriba) y UMTAS (abajo)

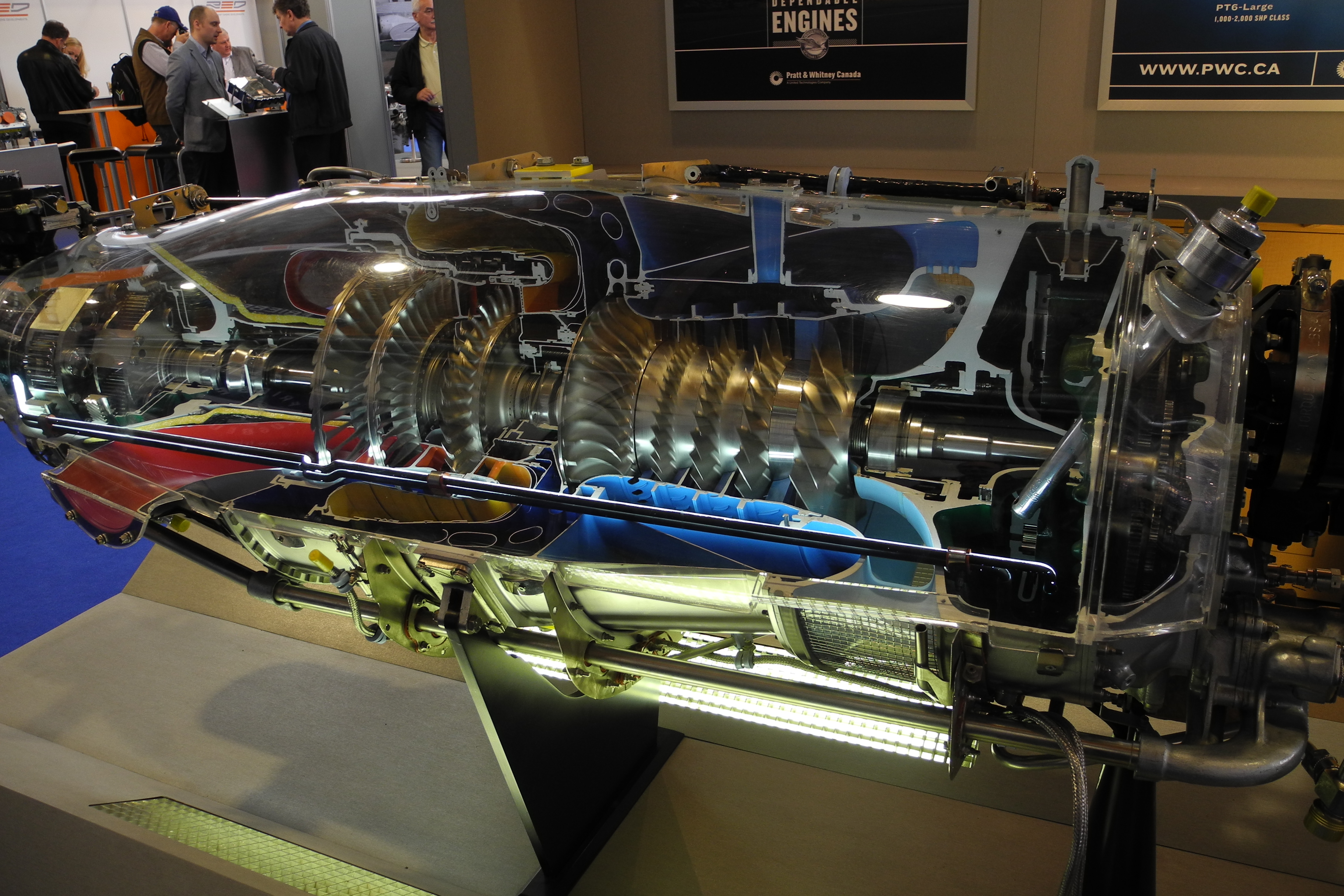
PT6

| Sistema                                                    | País                      | Fabricante                                 | Notas                     |
| ---------------------------------------------------------- | ------------------------- | ------------------------------------------ | ------------------------- |
| Pod de cañón (opción)                                      | Bandera de Turquía        | Sarsilmaz                                  | SAR 127 MT AIR de 12.7 mm |
| Cohete guiado por láser aire-tierra Cirit de 70 mm         | Bandera de Turquía        | Roketsan                                   |                           |
| Kit de guiado láser Paveway II para bombas de caída libre  | Bandera de Estados Unidos | Lockheed Martin Raytheon Texas Instruments |                           |
| Kit de guiado GPS/INS/láser HGK para bombas de caída libre | Bandera de Turquía        | TÜBİTAK SAGE                               |                           |
| Kit de guiado planeador KGK-82 para bombas de caída libre  | Bandera de Turquía        | TÜBİTAK SAGE                               |                           |
| Misil antitanque UMTAS                                     | Bandera de Turquía        | Roketsan                                   |                           |
| Misil antitanque guiado por láser L-UMTAS                  | Bandera de Turquía        | Roketsan                                   |                           |
| Bomba Mark 81                                              | Bandera de Estados Unidos | General Dynamics                           |                           |
| Bomba Mark 82                                              | Bandera de Estados Unidos | General Dynamics                           |                           |

### Propulsión
| Sistema | País              | Fabricante             | Notas        |
| ------- | ----------------- | ---------------------- | ------------ |
| Motor   | Bandera de Canadá | Pratt & Whitney Canada | 1 × PT6A-68T |

## Configuraciones

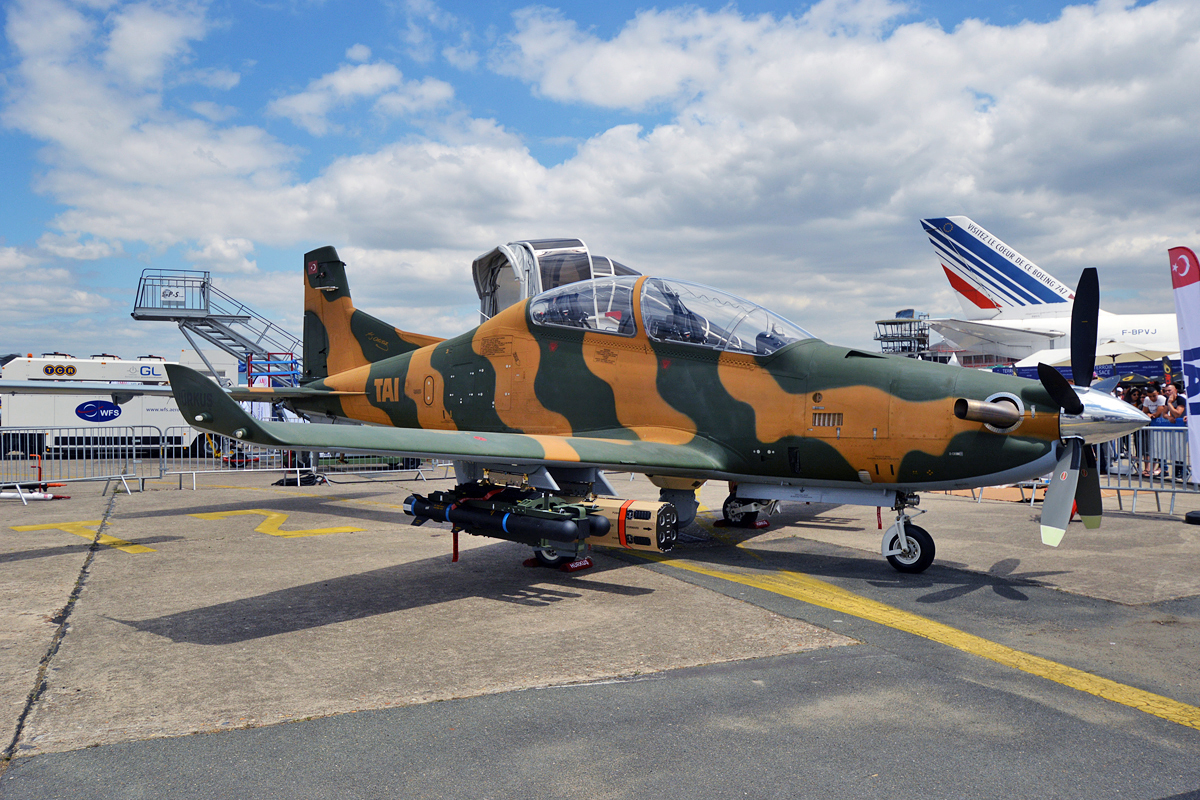
Hürkuş-C

Planeado inicialmente para tener 3 versiones en modelos de línea:
- Hürkuş-A: Versión básica certificada por EASA de acuerdo con requisitos CS-23.

- Hürkuş-B: Versión avanzada con aviónica integrada (incluyendo HUD, equipos multifuncionales, y la computadora de misión).

- Hürkuş-C: Versión armada.

## Operadores
Turquía
- Fuerza Aérea Turca – 1B operacionales.[3] 6 Hürkuş-C entregados.[4]

 Libia
- Fuerza Aérea Libia - Encargados.[5]

 Níger
- Fuerza Aérea de Niger – 2 entregados.[6]

 Chad
- Fuerza Aérea de Chad - 3 entregados.[6]

## Rendimiento (*calculado)
- Velocidad de crucero máxima

310 KCAS (574 km / h)
- Velocidad de parada (configuración de aterrizaje)

77 KCAS (143 km / h)
- Velocidad máxima de subida (al nivel del mar)

4370 ft / min (22 m / s)
- Techo de vuelo

34700 pies (10577 m)
- Máxima resistencia (@ 15.000 pies)

4 h 15 min
- Alcance máximo (@ 15.000 pies)

798 millas náuticas (1478 km)
- Distancia de despegue (a nivel del mar)

1605 ft (489 m)
- Distancia de aterrizaje total (a nivel del mar)

1945 pies (593 m)
- Límites G

7 / -3,5 G
* Los valores indicados en la tabla se han calculado en base al modelo de la Atmósfera Estándar Internacional (norma «ISA» según la sigla en uso en inglés).

### Aeronaves similares
- Socata TB-31 Omega
- Pilatus PC-7
- KAI KT-1
- Fuji T-3
- Fuji T-7
- Embraer EMB 312 Tucano
- Beechcraft T-6 Texan II
- Beechcraft T-34 Mentor
- Utva Lasta